# Dana Mountains
Die Dana Mountains sind eine Gruppe von Bergen an der Lassiter-Küste des Palmerlands auf der Antarktischen Halbinsel. Sie ragen unmittelbar nordwestlich des New Bedford Inlet auf und werden im Norden durch den Mosby-Gletscher sowie im Süden durch den Haines- und Meinardus-Gletscher begrenzt.
Erstmals gesichtet und aus der Luft fotografiert wurden sie bei der United States Antarctic Service Expedition (1939–1941). Der United States Geological Survey kartierte sie anhand von Vermessungen und Luftaufnahmen der United States Navy zwischen 1961 und 1967. Das Advisory Committee on Antarctic Names benannte sie nach dem US-amerikanischen Geologen James Dwight Dana (1813–1895).